# Народни посланик (комедија)
Народни посланик (комедија) је прва комедија писца Бранислава Нушића коју је написао 1883. године, када је имао деветнаест година. Премијера дела одржана је 19. октобра 1896. године, а штампано издање појавило се тек 1924. године.

## Настајање и објављивање
Комедија Народни посланик настаје као производ политичких прилика у Србији - самовоља режима Обреновића, гушење Тимочке буне, активности опозиционе Радикалне странке у чијим су редовима слободоумни интелектуалци, сатира Јована Јовановића Змаја и Војислава Илића, веома популарних представа Гогољевог Ревизора. Приказује паланачки менталитет и атмосферу. Драмско збивање се одвија око избора за посланике у парламенту и пропратних појава: лажни парламентаризам, политичка неписменост, паланачка примитивност, изборна корупција – управо у септембру 1883. су одржани избори.
Због теме коју је обрадио у делу, Нушић је веома брзо наишао на неодобравање владајућих политичара. Краљ Александар Обреновић је сматрао да је комедија "ругање борцима за парламентаризам". Претпоставља се да је због тога ова комедија чекала на извођење у позоришту више од 10 година, а пре извођења, претрпела је одређене измене.
Нушић је, у јесен 1883. године, прочитао своје дело Војиславу и Драгутину Илићу, Владимиру Јовановићу и Кости Арсенијевићу, у башти Илићевих, у сенци старог ораха. Дело је чекало 40 година да буде објављено. О томе аутор пише у предговору овом делу „Пре 40 година“, где образлаже на какве је све препреке наилазио од момента предаје рукописа тадашњем управнику Народног позоришта, Милораду Шапчанину. Рукопис је имао позитивну рецензију рецензената Милована Глишића и Лазе Лазаревића, али свеједно је чекао у фиокама позоришта и полиције, све док га полицајац и писац Таса Миленковић није вратио Народном позоришту.
Иако комедија одражава једно време и његове карактеристике, она има универзално значење и трајну вредност - обрађена тема и ликови представљају особине друштва и појединаца у свим временима. Чињеница да радња и ликови нису лоцирани, ни територијално, ни дијалекатски, подвлачи универзалност збивања.
Нушићу је често замерано што његово представљање ликова није, или је то ретко, сатирично, већ најчешће, ведро и безопасно духовито. Нушић је у својим делима, почев од Народног посланика, неговао смех, отворено се смејао политичким приликама у обреновићевској Србији, паланачкој бирократији, хијерархијској потчињености, каријеризму, јавашлуку државних службеника, спрези власти и полиције, плиткоумности, женској покондирености  и поводљивости за светом.

## Карактеристике дела
Комедија Народни посланик се може сврстати у друштвену комедију, тј. комедију нарави, уз преплитање ситуационе и вербалне комике. Радња се дешава крајем 19. века у једној српској варошици. Главна тема су избори за посланика у парламенту, манифестовани кроз политичке страсти у друштву, искварене ликове и борбу за политички утицај и лично богаћење. Тему комедије Нушић допуњава свакодневним темама из свакодневног живота варошице и ликовима различитих моралних профила. Као и у многим другим делима, радњу је поставио у породично окружење. Комедија се састоји из три чина. 
Нушић дефинише три дела у комедији, а они се често могу приметити и у другим његовим комедијама. То су нормална линија живота, искакање из нормалне линије живота и повратак на њу. Нормална линија живота је приказана кроз свакодневне односе у породици паланачког трговца, живот којим је задовољан, базиран на ситним преварама и пакостима. Искакање са те линије наступа када он пожели да постане народни посланик, што доводи до низа збивања. Ипак, политички и љубавни заплети се на крају решавају срећно, а трговац се враћа свом једноставном животу.

## Главни ликови
- Јеврем Прокић
- Павка, његова жена
- Даница, њихова кћи
- Спира, Јевремов пашеног
- Спириница
- Ивковић, адвокат
- Госпа Марина, његова тетка
- Секулић, полицијски писар
- Јовица Јерковић
- Сима Сокић
- Срета